# Cebu (ilha)

Localização de Cebu, nas Filipinas.

Cebu é uma ilha das Filipinas, a oeste do mar de Camotes. É uma ilha província das Filipinas, situada na Região Central das Visayas.
A sua capital é Cebu. É uma ilha estreita que se estende por 225 km de norte a sul e cercada por 167 ilhas menores, incluindo Ilha Mactán, Bantayan, Daanbantayan, etc. Cebu é uma das províncias mais desenvolvidas do país. O Sector Metropolitano de Cebu (que inclui Mandaue e a Lapu-Lapu) é o segundo do país, apenas atrás da Grande Manila. Conta com o Aeroporto Internacional Mactán-Cebú, na Lapu-Lapu, a 30 minutos do centro da cidade de Cebu.
Foi nesta ilha que Fernão de Magalhães foi morto.